# Dương Cầm
Đỗ Ngọc Cầm (sinh ngày 7 tháng 4 năm 1986 tại Đắk Lắk); thường được biết đến với nghệ danh Dương Cầm là một nhạc sĩ và nhà sản xuất âm nhạc người Việt Nam. Anh từng giành được 2 giải thưởng âm nhạc Cống hiến cho hạng mục "Nhạc sĩ của năm" và "Nhà sản xuất của năm". Anh từng theo học âm nhạc tại Học viện âm nhạc Quốc gia Việt Nam và Trường Đại học Văn hoá Nghệ thuật Quân đội. Hiện đang định cư tại Hà Nội.

## Sự nghiệp
Năm 2005:
Dương Cầm ra mắt thị trường âm nhạc lần đầu với bài "Mong Anh Về" do Thu Minh trình bày và đã giành được Giải Bài hát do Hội đồng nghệ thuật bình chọn trong lễ trao giải Bài hát Việt tháng 9 năm 2005.
Năm 2007:
Bài hát "Biển và ánh trăng Lưu trữ ngày 24 tháng 3 năm 2018 tại Wayback Machine" do anh sáng tác và được thể hiện bởi 2 ca sĩ Phương Linh - Hà Anh Tuấn đã giành được Giải bài hát của năm 2007 trong chương trình Làn sóng xanh do đài tiếng nói thành phố tổ chức.
Năm 2011 Dương Cầm được ca sĩ Lan Anh khai thác khi giao phó cho anh hoà âm Album Tình ca xanh và trở nên nổi tiếng và được đánh giá cao từ giới chuyên môn
Dương Cầm vẫn đều đặn thu về nhiều giải thưởng từ chương trình Bài hát việt với vai trò Sáng tác và hoà âm phối khí.
Năm 2010:
Nhạc sĩ Phối khí hiệu quả của năm do VTV bình chọn
Dương Cầm thành lập ban nhạc riêng của mình và lấy tên là BackGround Band với các thành viên:
Cẩm Tú: Singer
Dương Cầm: Composer, Music Producer, Piano
Nguyễn Hoàng Linh: Song Writer, Guitarist
Phan Trọng Quang: Bass
Đỗ Xuân Tùng: Drum
Đỗ Hoàng Tùng: Saxophone
Năm 2011:
Ngày 19 tháng 2 năm 2011 Dương Cầm cùng band nhạc Backgorund Band của mình phát hành album Ước Nguyện
Tháng 10 năm 2011, Bài hát Trả lại cho em nằm trong Album Ước Nguyện đã dành giải bài hát của năm 2011 do hội đồng báo chí bình chọn trong chương trình Bài Hát Việt.
Là nhà sản xuất Album Tình ca xanh 1 cho ca sĩ Lan Anh (ca sĩ Opera hàng đầu Việt Nam), Album bán được hơn 10.000 bản trên thị trường Việt Nam
Là nhà sản xuất Album Chuyện Tình cho ca sĩ Cẩm Tú
Năm 2012 - 2015:
Dương Cầm trở thành Nhà sản xuất âm nhạc và là cố vấn âm nhạc cho các tác giả tham gia chương trình Bài Hát Việt.
Là nhạc sĩ hoà âm trong chuỗi chương trình ca nhạc thiếu nhi Đô rê Mi
Năm 2013, 2014: Dương Cầm là giám đốc âm nhạc chương trình Tuổi 20 hát do Ban thanh thiếu niên VTV6 đài Truyền hình VIệt Nam tổ chức.
Năm 2015: Dương Cầm và Ban nhạc Backgorund được lựa chọn tham gia hoà âm phối khí và đồng hành cùng chương trình tiếng hát truyền hình Sao Mai do Ban Văn Nghệ Đài truyền hình Việt Nam tổ chức.
Năm 2016:
Nhà sản xuất cho Album Trong của ca sĩ Thu Hằng (Quán quân Sao Mai 2015), Album được đề cử ở giải âm nhạc cống hiến năm 2016
Năm 2017:
Dương Cầm là Giám đốc âm nhạc của chương trình tiếng hát truyền hình Sao Mai do Ban Văn Nghệ Đài truyền hình Việt Nam tổ chức.
Với vai trò Nhà sản xuất âm nhạc, Dương Cầm tham gia Game Show Sao Đại Chiến cùng ca sĩ Dương Hoàng Yến. Team Song Dương đã gây được tiếng vang lớn trên thị trường âm nhạc với 1 cá tính mạnh và những sản phẩm âm nhạc có chất lượng.
Là nhà sản xuất Album Tình ca xanh 2 cùng ca sĩ Lan Anh (ca sĩ Opera hàng đầu Việt Nam)
Là nhà sản xuất Album Duyên cùng ca sĩ Hồng Duyên (Á quân Sao Mai 2015)
Năm 2018:
Giám đốc âm nhạc lễ Trao giải thưởng âm nhạc Cống hiến 2018
Giám khảo cuộc thi Thebandbyvinaphone cùng nhạc sĩ Lê Minh Sơn và Biên đạo múa Trần Ly Ly
Năm 2019:
Giám đốc âm nhạc cho CD đầu tay Tôi nhìn theo cánh chim bay của ca sĩ Phạm Thùy Dung
Dương Cầm cùng với Hoa hậu - Ca sĩ Hương Giang là bộ đôi HLV của chương trình Giọng hát Việt nhí.

## Các bài hát đã sáng tác
Sau đây là danh sách một số bài hát tiêu biểu do Dương Cầm sáng tác:
- Mong Anh Về (Thu Minh)
- Biển và ánh trăng (Phương Linh - Hà Anh Tuấn)
- Ngây ngô (Hoàng Yến Chibi)
- Đêm mưa (Nguyễn Ngọc Anh)
- Gọi em trong giấc mơ (Tấn Minh)
- Lũ đêm (Đông Hùng)
- Bước đi không dừng lại (Dương Hoàng Yến)
- Bài hát ngày không anh (Khánh Linh)
- Giọt sương mai (Khánh Linh)
- Duyên (Hồng Duyên)
- Trong (Thu Hằng)
- Em bé nhỏ mong manh (Thu Hằng)
- Có một Trường Sa trong lòng Hà Nội (Tấn Minh)
- Trả lại cho em (Dương Cầm)
- Đêm tình yêu (Phương Linh)
- Vẫn yêu như ban đầu (Nhật Thu)
- Khát khao tôi (Nhiều ca sĩ)
- Sớm tình yêu (Thuỳ Chi)

## Các giải thưởng trong quá trình hoạt động âm nhạc
- BHV 2005: Bài hát của tháng do HDNT bình chọn với ca khúc "Mong Anh Về"
- BHV 2006: Bài hát được khán giả yêu thích với ca khúc "Đêm Xuân Tình yêu, Khúc Xuân Tình"
- BHV 2007: Bài hát được khán giả yêu thích với ca khúc "Giấc Mơ"
- 2007: Nhạc sĩ của năm 2007 do chương trình Làn Sóng Xanh đài tiếng nói nhân dân TP Hồ Chí Minh bình chọn. Bài hát "Biển và ánh trăng" được bình chọn là bài hát được yêu thích nhất.
- BHV 2008: Bài hát được khán giả yêu thích với ca khúc "Phiêu diêu"
- 2008: 10 Nhạc sĩ tiêu biểu kỉ niệm 10 năm  Làn sóng xanh.
- 2010: Nhạc sĩ Phối khí hiệu quả của năm do VTV bình chọn
- BHV 2011: Ca khúc của tháng và nhạc sĩ phối khí hiệu quả ca khúc "Trả lại cho em"
- 2011: "Trả lại cho em" đạt giải bài hát của năm do hội đồng báo chí bình chọn
- 2012: Tác phẩm "Mắt thần" đoạt HCV hội diễn ca múa nhạc chuyên nghiệp toàn quốc, đoạt giải B cuộc thi vận động sáng tác của Bộ Quốc phòng.
- 2013: Nhạc sĩ phối khí hiệu quả của chương trình BHV
- 2014: Tác phẩm "Tình theo cánh sóng" đạt HCB tại Hội diễn chuyên nghiệp toàn quân.
- 2015: Đạo diễn âm nhạc chương trình "Trở về" đoạt HCV vàng tại hội diễn ca múa nhạc chuyên nghiệp toàn quốc
- 2017: Á quân gameshow Sao đại chiến
- 2018: giành được 2 giải thưởng âm nhạc Cống hiến cho hạng mục Nhạc sĩ của năm và nhà sản xuất của năm